# Артыков, Гафурджан
Гафурджан Артыков  — советский сотрудник правоохранительных органов и хозяйственный деятель, Герой Социалистического Труда.

## Биография
Родился в 1903 году в кишлаке Фирузабад. Член КПСС с 1932 года.
В 1920—1956 гг. — батрак, активный участник коллективизации в Таджикской ССР, член первой местной сельскохозяйственной артели «Освобождение», борец с басмачеством, работник ОГПУ, агротехник, председатель колхоза «Коммунист» Канибадамского района Ленинабадской области Таджикской ССР.
Указом Президиума Верховного Совета СССР от 1 марта 1948 года присвоено звание Героя Социалистического Труда с вручением ордена Ленина и золотой медали «Серп и Молот».
Умер в Канибадамском районе в 1956 году.